# Ebenhausen (Oerlenbach)
Ebenhausen es una fracción del municipio de Oerlenbach. Tiene aproximadamente 1500 habitantes. 

## Ubicación
Ebenhausen se encuentra a 2 Kilómetros al sur de Oerlenbach, en el distrito de Bad Kissingen en la región administrativa de la Baja Franconia en Baviera. 

## Historia
Los primeros pobladores en el área de Ebenhausen habitaron la zona alrededor del 8000 A.C. y dejaron un cementerio que corresponde a la Cultura de Hallstatt. El 18. de abril de 788 fueron donados los bienes de "Isanhuson" por el conde Manto II y su hermano Megingoz al monasterio de Fulda. La antigua denominación "Isanhuson" fue modificándose con el paso del tiempo a "Asenhus" (822), "Ebenhusen" (1126) y finalmente Ebenhausen nombre actual que apareció a fines del siglo XIV.
En el año 1275 Ebenhausen fue azotada por la peste, que junto a intensas lluvias diezmó a la población. Durante la guerra de los treinta años fue destruida a la mitad. 
En 1972, en marco de la reforma jurisdiccional de la entonces República Federal Alemana, Ebenhausen fue anexada al municipio de Oerlenbach.

## Imágenes

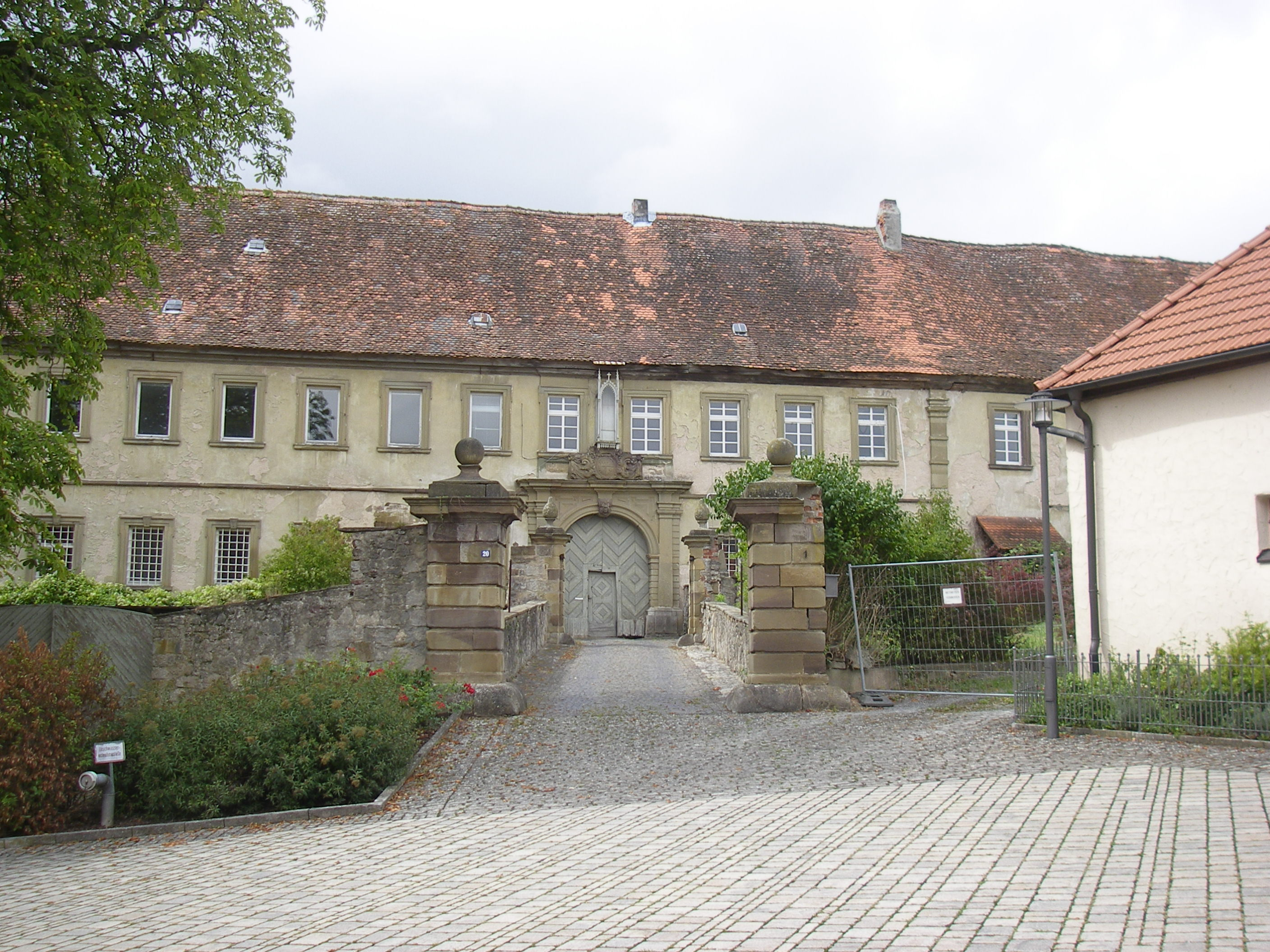
Castillo Ebenhausen

Vista del Château de Ebenhausen en Verano del 2015. 
El registro más antiguo que se tiene del Château es de 1315.
Luego de la guerra de los campesinos alemanes de 1525 tuvo que ser reconstruido. 
Durante la guerra de los treinta años y la II guerra mundial fue parcialmente destruido. 
Desde 1847 está en manos privadas.
- Datos: Q1278694
- Multimedia: Ebenhausen (Oerlenbach) / Q1278694